# Histiotus macrotus
Histiotus macrotus (Poeppig, 1835) è un pipistrello della famiglia dei Vespertilionidi diffuso in America meridionale.

## Descrizione

### Dimensioni
Pipistrello di piccole dimensioni, con la lunghezza della testa e del corpo tra 47 e 65 mm, la lunghezza dell'avambraccio tra 48,4 e 49 mm, la lunghezza della coda tra 48 e 61 mm, la lunghezza del piede tra 8,5 e 9,2 mm, la lunghezza delle orecchie tra 32 e 35 mm e un peso fino a 12 g.

### Aspetto
La pelliccia è densa, setosa e molto morbida. Le parti dorsali variano dal marrone chiaro al giallo-brunastro, mentre le parti ventrali sono grigio-biancastre con la base dei peli marrone scura. Le orecchie sono grandi, ovali, giallastre e connesse alla base da una bassa membrana. Il trago è lungo circa la metà del padiglione auricolare, mentre l'antitrago è piccolo e arrotondato. Le membrane alari sono grigio chiare e semi-trasparenti. La coda è lunga e inclusa interamente nell'esteso uropatagio. Il calcar è lungo e sottile.

## Biologia

### Comportamento
Si rifugia all'interno di grotte e di edifici in piccoli gruppi fino a 20 individui, spesso associati con Tadarida brasiliensis e varie specie di Myotis.

### Alimentazione
Si nutre di insetti.

### Riproduzione
Femmine gravide e in allattamento sono state catturate in Perù nel mese di ottobre. Danno alla luce un piccolo alla volta.

## Distribuzione e habitat
Questa specie è diffusa in Perù, Bolivia, Paraguay, Cile, Argentina e nello stato brasiliano del Goiás.

## Conservazione
La IUCN Red List, considerata la popolazione presumibilmente abbondante e la tolleranza ad ogni grado di modifica ambientale, classifica H.macrotus come specie a rischio minimo (Least Concern)).